# Hetzlesbach
Der Hetzlesbach ist ein mit seinem Namens-Oberlauf etwa 21⁄2 km, mit seinem längeren linken Oberlauf Hasenklingenbach gerechnet sogar etwa 31⁄2 km langer Bach im Gemeindegebiet von Mulfingen im Hohenlohekreis im nordöstlichen Baden-Württemberg, der im Weiler Heimhausen der Gemeinde von links und Westen in die mittlere Jagst mündet.

## Geographie

### Verlauf
Der Hetzlesbach entspringt auf etwa 405 m ü. NHN im Gewann Heimbusch etwa 0,4 km östlich des Unteren Railhofes von Mulfingen und etwa 50 Meter nordwestlich der den Hof mit Heimhausen verbindenden Hohstraße, die ihm bis zur Mündung in geringem Abstand folgt. An der Stelle beginnt ein unscheinbarer Graben zwischen einem Wiesendreieck und einem Feld, der zunächst nordostwärts läuft. Bald erreicht er die Spitze einer kleinen Waldinsel; ab dort läuft er mehr und mehr östlich und zieht dabei an einem Teich am linken Ufer vor einer Waldinsel vorbei. Auf der Nordseite der Waldinsel liegt eine Quelle mit einem Rinnsal, das nach rund 150 m in einem Erdfall ungefähr an der Schichtgrenze zwischen Keuper und Muschelkalk versinkt.
Kurz nach der Waldinsel wendet sich der Hetzlesbach nach Osten und gräbt sich nun in den Wiesengewannen Klinge und Hetzle stärker ein. In zunächst noch unterbrochener Folge steht nun Gehölz am Ufer. Im letztgenannten Gewann beginnt der Galeriewald, der sich linksseits bald bis auf den Knick des Schäfersbergs hinauf ausweitet und etwas später auch rechts auf den des Winterbergs hinauf. In dieser landschaftstypischen Klinge fließt der Hetzlesbach geschlungen und recht naturnah in einem bis zu fünf Meter breiten steinigen und geröllreichen Bett mit abschnittsweise auch felsigen Grund und einigen Gumpen, an dessen Rand viele Eschen stehen. Er führt dort zuweilen wenig oder gar kein Wasser. Links auf dem Schäfersberghang laufen einige Steinriegel abwärts in Richtung zum Talgrund oder parallel zu ihm.
Im Waldgewann Eulengeschrei läuft von links und Westnordwesten auf 313 m ü. NHN der Hasenklingenbach aus der Hasenklinge zu, er ist gegenüber dem des Hetzlesbachs bis dorthin der merklich längere und einzugsgebietsreichere Oberlauf und speist sich aus Quellen im und am Ottenhag.
Der verstärkte Hetzlesbachs durchfließt nun in Schlingen sein mehr und mehr ostwärts laufendes, tief eingeschnittenes Untertal zwischen dem bis zum Hangknick hinauf bewaldeten Winterberg zur rechten und dem linken Hang Weinsteige, an dem einige Steinriegel zum Talgrund hinab laufen und im unteren Teil offene Trockenrasenflächen den Wald unterbrechen. Eine ältere Karte zeigt, dass dort früher noch merklich größere Flächen waldfrei waren.
Der Talwald öffnet sich zunächst am rechten Unterhang, später auch am linken, den weiterhin naturnahen, sich schlängelnden Bach begleitet aber bis an die Ortsgrenze des Mündungsweilers weiterhin eine Baumgalerie aus Eschen und auch Erlen.
In weiterhin meist offenem Lauf durchquert der Hetzlesbach zuletzt Heimhausen, wo er von der durchs mittlere und untere Jagsttal laufenden L 1025 gekreuzt wird. Neben deren Flussbrücke fließt er gleich danach auf etwa 267 m ü. NHN in die mittlere Jagst ein, nur wenig unterhalb des ihr von der anderen Seite zulaufenden Mühlebenebachs.
Der Hetzlesbach mündet nach etwa 2,5 km langem Lauf mit mittleren Sohlgefälle um 55 ‰ rund 138 Höhenmeter unterhalb seiner Quelle im Heimbusch.

### Einzugsgebiet
Der Hetzelbach hat ein etwa 4,0 km² großes Einzugsgebiet, sein mit etwa 427 m ü. NHN höchster Punkt liegt an der westlichen Wasserscheide im Wald Ottenhag. Das Gebiet liegt im Naturraum der Kocher-Jagst-Ebenen und wird weit überwiegend, im Westen und der Mitte, zum Unterraum Östliche Kocher-Jagst-Riedel der Östlichen Kocher-Jagst-Riedel gerechnet, der nur kleine Zwickel etwa ab dem Zusammenlauf der beiden großen Oberlaufklingen dagegen zum Unterraum Mittleres Jagsttal des Jagsttales.
Auf der Hochebene steht an seinem Westrand ein breiter Streifen Waldes, vor allem im Ottenhag, davor erstrecken sich zunächst dicht an dicht und nur von zwei kleinen Waldinseln unterbrochene Felder, unter die sich dann nach Osten hin immer mehr Wiesengelände mischt. In den Klingenbereichen des Hasenklingenbachs und des oberen Hetzlesbachs steht schon bald Laubwald am Hang, schon etwas vor ihrem Zusammenlaufen ist dann jeweils das gesamte Tal bewaldet, danach öffnet sich das Tal auf dem Grund und an den Unterhängen.
Das gesamte Einzugsgebiet liegt im Gemeindegebiet von Mulfingen. An Besiedlung gibt es darin außer dem bachnahen Teil des Mündungsweilers Heimhausen nur eine Aussiedlerhofgruppe Hasenklinge wenig diesseits der nördlichen Wasserscheide. Dicht jenseits der südwestlichen liegt der Untere Railhof, ein ebenfalls nur kleiner Weiler von Mulfingen. Die Bevölkerungsdichte ist mithin sehr gering.
Reihum grenzen die Einzugsgebiet der folgenden Nachbargewässer an:
- Im Süden fließt der Speltbach-Unterlauf ostwärts zur Jagst etwas oberhalb in Berndshofen;
- im Südwesten läuft dessen linker Quellast südwärts zum Speltbach;
- im Nordwesten liegt auf der anderen Seite des Ottenhags das Quellgebiet des Forellenbachs, der erst viel weiter abwärts in Hohebach in die Jagst einmündet;
- im Norden entwässert das angrenzende Gebiet über die Rote Klinge zur Jagst in Mulfingen.

### Zuflüsse und Seen
Liste der Zuflüsse und  Seen und  Hochwasserrückhaltebecken von der Quelle zur Mündung. Gewässerlänge, Seefläche, Einzugsgebiet und Höhe nach den entsprechenden Layern auf der Onlinekarte der LUBW. Andere Quellen für die Angaben sind vermerkt.
Ursprung des Hetzlesbachs auf etwa 405 m ü. NHN ca. 0,4 km östlich des Unteren Railhofes von Mulfingen im Gewann Heimbusch. Auf den ersten etwa 0,5 km ein eher unscheinbarer Feldgraben, der zunächst nach Ostnordosten, dann nach Osten läuft.
- Passiert auf etwa 397 m ü. NHN einen Teich links am Lauf am Südsüdostrand einer kleinen Waldinsel im Heimbusch, 0,1 ha.
  - (Rinnsal) nördlich der Waldinsel im Heimbusch. Entsteht auf etwa 400 m ü. NHN an der Nordspitze der Waldinsel, an deren Rand es zunächst entlangfließt.
  - ↓ Bachschwinde nach rund 0,15 km unweit der Waldinsel. Austritte an einer Quelle in der Klinge des Hetzlesbachs (Entfernung ca. 0,6 km, Fließzeit ca. 2 h, Abstandsgeschwindigkeit ca. 300 m/h), einer Quelle knapp oberhalb der Mündung des Hasenklingenbachs (Entfernung ca. 1,3 km, Fließzeit ca. 190 h, Abstandsgeschwindigkeit 6,6 m/h), am Speltbach (Entfernung ca. 1,4 km, Fließzeit ca. 190 h, Abstandsgeschwindigkeit 7,4 m/h) sowie in der Rote Klinge (Entfernung ca. 2,3 km, Fließzeit ca. 228 h, Abstandsgeschwindigkeit 10,3 m/h).[5]
- ↑ Quelle am Beginn des Hangwalds der Klinge. Über Markierungsversuche nachgewiesene Verbindung zur Bachschwinde bei der Waldinsel Heimbusch, siehe oben.[5]
- Hasenklingenbach, von links und insgesamt Westnordwesten auf 313 m ü. NHN[LUBW 7] im Talwald vor der Spitze des trennenden Sporns Schäfersberg, 2,8 km und ca. 2,2 km². Entsteht auf etwa 417 m ü. NHN neben der L 1022 Hermuthausen–Jagstberg am Südrand des Ottenhags zur offenen Flur.
Der Hetzlesbach selbst ist bis zu diesem Zufluss erst ca. 1,7 km²[LUBW 2] lang und hat bis dorthin erst ein ca. 1,5 km² großes Einzugsgebiet angesammelt.
Nach diesem Zufluss laufen Hetzlesbach und seine Klinge zunächst südostwärts, mehr und mehr aber wieder ostwärts.
  -  Durchläuft auf etwa 410 m ü. NHN ein dauerangestautes Hochwasserrückhaltebecken am Waldrand in den Seewiesen, 0,5 ha.
  - (Waldbach), von links und Westen am Einfluss in das folgende, ca. 0,4 km[LUBW 8] und unter 0,2 km². Entsteht auf etwa 416 m ü. NHN neben der L 1022 im Ottenschlag.
  -  Durchläuft auf etwa 400 m ü. NHN ein dauerangestautes Hochwasserrückhaltebecken am Waldrand in den Seewiesen, unter 0,3 ha.
  -  Durchläuft auf etwa 397 m ü. NHN ein dauerangestautes Hochwasserrückhaltebecken im Gewann Tränke, 0,3 ha.
  - (Feldweggraben), von links und Westnordwesten auf etwa 392 m ü. NHN im Staubereich des folgenden, 0,7 km und ca. 0,4 km². Beginnt auf etwa 423 m ü. NHN beim Gewann Höhe nahe der L 1022.
    - (Seeabfluss), von rechts und Westen auf etwa 397 m ü. NHN im Feldgewann Karolshausen, ca. 0,3 km[LUBW 8] und über 0,2 km². Unbeständig.
      -  Entfließt einem Hochwasserrückhaltebecken auf etwa 408 m ü. NHN am Flurrand des Waldgewanns Karolshausen, 0,5 ha.

  -  Durchläuft auf um 392 m ü. NHN ein nicht dauerangestautes Hochwasserrückhaltebecken im Gewann Tränke. Hinter dem 6 m hohen Erddamm eines Weges können bis zu 8.100 m³ angestaut werden, die dann ungesteuert wieder abfließen. Das 1969 geschaffene Bauwerk wird vom Wasserverband Ette-Kessach betrieben.[LUBW 9]
  -  Durchläuft auf etwa 382 m ü. NHN ein nicht dauerangestautes Hochwasserrückhaltebecken vor dem Eintritt in die Hasenklinge. Hinter dem 8,2 m hohen Erddamm eines Weges können bis zu 7.200 m³ angestaut werden, die dann ungesteuert wieder abfließen. Das 1969 geschaffene Bauwerk wird vom Wasserverband Ette-Kessach betrieben.[LUBW 9]
  - (Hangbach), von links und Nordnordosten auf etwa 350 m ü. NHN, über 0,1 km[LUBW 8] und ca. 0,2 km². Entsteht auf etwa 390 m ü. NHN am oberen Rand des Hangwaldes südöstlich der Mulfinger Aussiedlerhofgruppe Hasenklinge.

Mündung des Hetzlesbachs von links und zuletzt Westen auf ca. 267 m ü. NHN in Mulfingen-Heimhausen in die mittlere Jagst. Der Hetzlesbach ist ab seiner eigenen Quelle ca. 2,5 km, mit dem Hasenklingenbach als Oberlauf sogar 3,6  lang und hat ein ca. 4,0 km² großes Einzugsgebiet.

## Geologie
Im Westen des Einzugsgebietes liegt Lettenkeuper (Erfurt-Formation), der sich auf dem Sporn zwischen den beiden großen Oberläufen, mehr noch an den äußeren Wasserscheiden weit in Richtung Jagsttal vorstreckt. Die beiden Oberläufe entspringen in dieser Schicht, sie laufen aber recht bald schon im Oberen Muschelkalk, der auf dem größten Teil des östlichen Einzugsgebietes ansteht. Die beiden Oberläufe wechseln in ihren Klingen erst kurz vor ihrem Zusammenfluss in den Mittleren Muschelkalk und der untere Hetzlesbach zuletzt am Beginn des Mündungsweiler noch in den Unteren Muschelkalk.
Auf dem Lettenkeuper liegen im Westen einige Lösssediment-Inseln aus quartärer Ablagerung. In beiden Oberlaufklingen liegt Hangschutt auf dem Muschelkalk. Beide Oberläufe und ein Teil ihrer Zuflüsse laufen bald und bis zum Beginn ihrer stärker eingekerbten Klingen in einem Schwemmlandband. Ein solches begleitet auch den gemeinsamen Unterlauf. Der Hetzlesbach mündet zuletzt im Auenlehmstreifen um die Jagst.
Das mittlere Einzugsgebiet wird von einem Bündel teils nachgewiesener, teils nur vermuteter Störungslinien gequert, die rheinisch (von Nordnordost nach Südsüdwest) streichen.

## Schutzgebiete
Ein großer Teil des Einzugsgebietes liegt im Landschaftsschutzgebiet Jagsttal mit Nebentälern und angrenzenden Gebieten zwischen Kreisgrenze Schwäbisch Hall und Gemeindegrenze Krautheim/Schöntal, das sich vom Jagsttal über die Unterlaufklinge und ihre Hänge in beiden Oberlaufklingen weit nach Westen erstreckt, im Fall des Hasenklingenbachs sogar bis zur L 1022 im Ottenhag. Rechtsseits des Hetzlesbachs in seiner Oberlauf- und ein kleines Stück noch in seiner Unterlaufklinge liegt ein Wasserschutzgebiet, das für zwei Wasserfassungen kurz nach dem Zusammenfluss der großen Oberläufe eingerichtet wurde.

## Geschichte
Ein schon in keltischer Zeit benutzter historischer Handelsweg, die Hohe Straße zwischen Kocher und Jagst, führte, aus der Gegend der Mündung von Kocher und Jagst in den Neckar kommend, etwa auf der Wasserscheide zwischen den Unterläufen beider Flüsse ostwärts und stieg dann am Hetzlesbach entlang nach Heimhausen ab. Ein auf der Talsteigentrasse verlaufender Fehrweg wird noch heute Hohstraße genannt. Jenseits der Jagst erklomm der alte Weg dann die Hochebene rechtsseits der Jagst und lief danach weiter ostwärts in Richtung Mittelfranken.

### LUBW
Amtliche Online-Gewässerkarte mit passendem Ausschnitt und den hier benutzten Layern: Lauf und Einzugsgebiet des Hetzlesbachs

Allgemeiner Einstieg ohne Voreinstellungen und Layer: Daten- und Kartendienst der Landesanstalt für Umwelt Baden-Württemberg (LUBW) (Hinweise)
1. 1 2 3 4 5 6  Höhe nach dem Höhenlinienbild auf dem Hintergrundlayer Topographische Karte.
2. 1 2 3  Länge nach dem Layer Gewässernetz (AWGN), ergänzt um ein kleines, auf der Gewässerkarte nicht berücksichtigtes Anfangsstück, das auf dem Hintergrundlayer Topographische Karte abgemessen wurde.
3. 1 2 3  Länge nach dem Layer Gewässernetz (AWGN).
4. 1 2 3  Einzugsgebiet abgemessen auf dem Hintergrundlayer Topographische Karte.
5. ↑  Natur teilweise nach dem Layer Geschützte Biotope.
6. ↑  Seefläche nach dem Layer Stehende Gewässer.
7. ↑  Höhe nach grauer Beschriftung auf dem Hintergrundlayer Topographische Karte.
8. 1 2 3  Länge abgemessen auf dem Hintergrundlayer Topographische Karte.
9. 1 2  Daten des Hochwasserrückhaltebeckens nach dem Layer Stauanlage.
10. ↑  Schutzgebiete nach den einschlägigen Layern.

### Andere Belege
1. ↑  Modellierte Werte nach Abfluss-BW Gewässerknoten MQ/MNQ
2. 1 2  Geologie nach den Layern zu Geologische Karte 1:50.000 auf: Mapserver des Landesamtes für Geologie, Rohstoffe und Bergbau (LGRB) (Hinweise)
3. ↑  Früher lichterer Hang Weinsteige nach:
  - Meßtischblatt 6624 Dörzbach von 1939 in der Deutschen Fotothek
4. ↑  Wolf-Dieter Sick: Geographische Landesaufnahme: Die naturräumlichen Einheiten auf Blatt 162 Rothenburg o. d. Tauber. Bundesanstalt für Landeskunde, Bad Godesberg 1962. → Online-Karte (PDF; 4,7 MB)
5. 1 2  Horst Brunner: Blatt 6624 Mulfingen der Geologischen Karte von Baden-Württemberg, Erläuterungen. Freiburg im Breisgau 1999, Beilage 4.